# Курдгелашвили, Георгий
Георгий Курдгелашвили (род. 7 января 1975) — молдавский самбист и дзюдоист, победитель и призёр международных турниров по дзюдо, серебряный призёр чемпионата мира по самбо 2001 года в Красноярске, участник летних Олимпийских игр 2000 года в Сиднее. По самбо выступал в лёгкой весовой категории (до 62 кг).
На Олимпиаде Курдгелашвили победил эквадорца Хуана Барахону, француза Эрика Деспезелле, но проиграл кубинцу Маноло Пулоту. В утешительной серии молдаванин проиграл представителю Киргизии Айдыну Смагулову и остался за чертой призёров.